# Marie Josefová-Treťjaková-Dostálová
Marie Josefová-Treťjaková-Dostálová (2. února 1883 Dubno Ukrajina – ?) byla česká reemigrantka, zdravotní sestra, spisovatelka a publicistka.

## Životopis
Narodila se na Volyni, ve městě Dubno. Pracovala v československých legiích jako sestra Červeného kříže, byla účastnice Sibiřské anabáze, kterou zakončila jako její pacienti v Československu. Patřila k zakládajícím členům Československého červeného kříže, pracovala i v jiných organizacích a pomáhala ruským emigrantům. Psala historické a vzpomínkové články do různých časopisů. Napsala knihu o hrdinnosti a obětavosti žen v první světové válce. Byla členkou Fidac a držitelkou vyznamenání: Československý válečný kříž 1914–1918, Československá revoluční medaile, Kříž svatého Jiří. Její první manžel byl major Jiří Treťjakov, druhým manželem byl příjmením Josef (jméno není známo). Z druhého manželství měla syna Vlad. Josefa. Na konci druhé světové války ošetřovala raněné při pražském povstání.

## Dílo

### Próza
Hrdinná sestra československých legií Magda Remelgas – Praha: Československá estonská společnost, 1936